# Mrčić
Mrčić (en serbe cyrillique : Мрчић) est un village de Serbie situé dans la municipalité de Valjevo, district de Kolubara. Au recensement de 2011, il comptait 177 habitants.
Mrčić est également connu sous le nom de Mrčići.

## Histoire

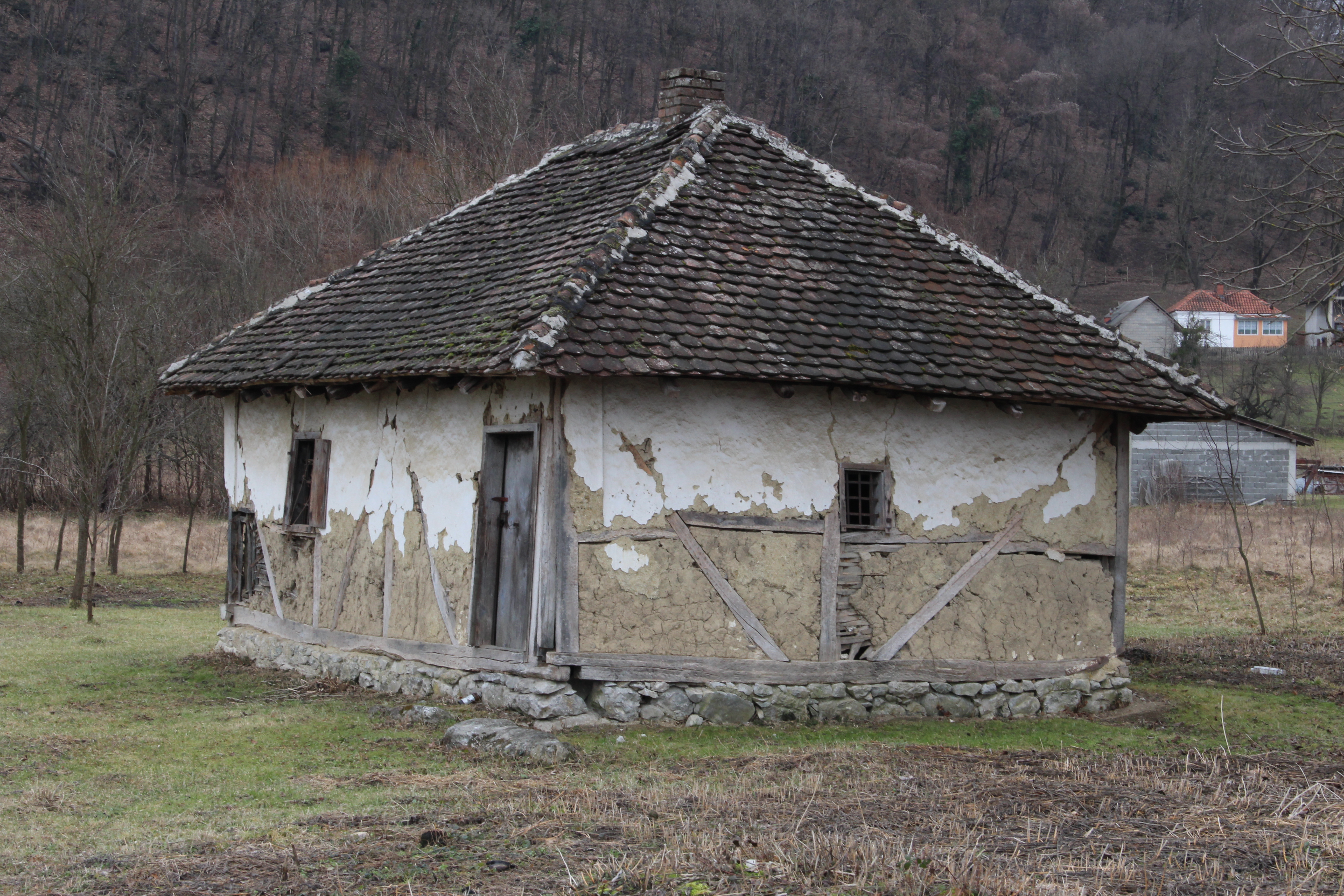
Maison rurale ancienne (architecture de la Kolubara)
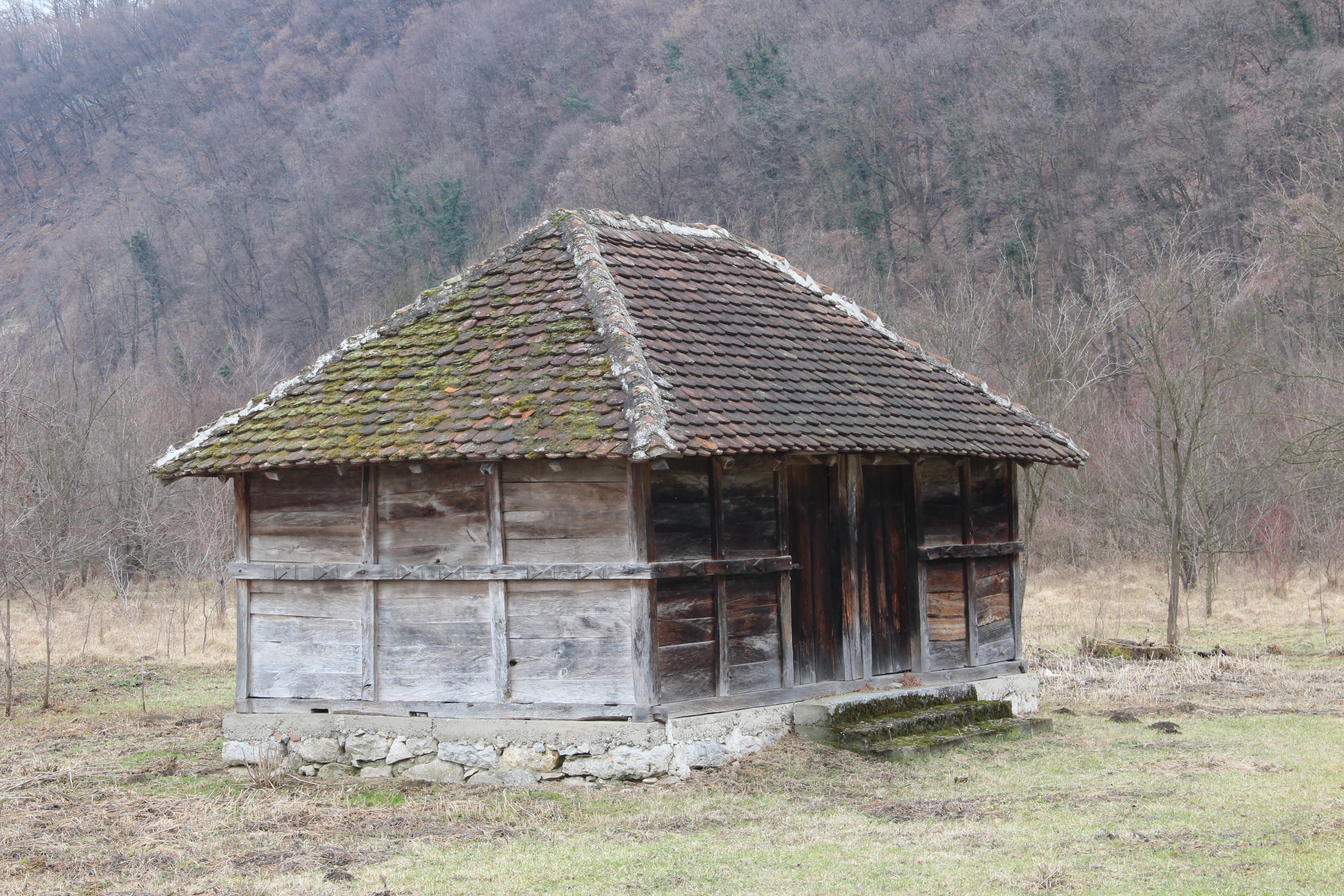
Autre maison rurale ancienne
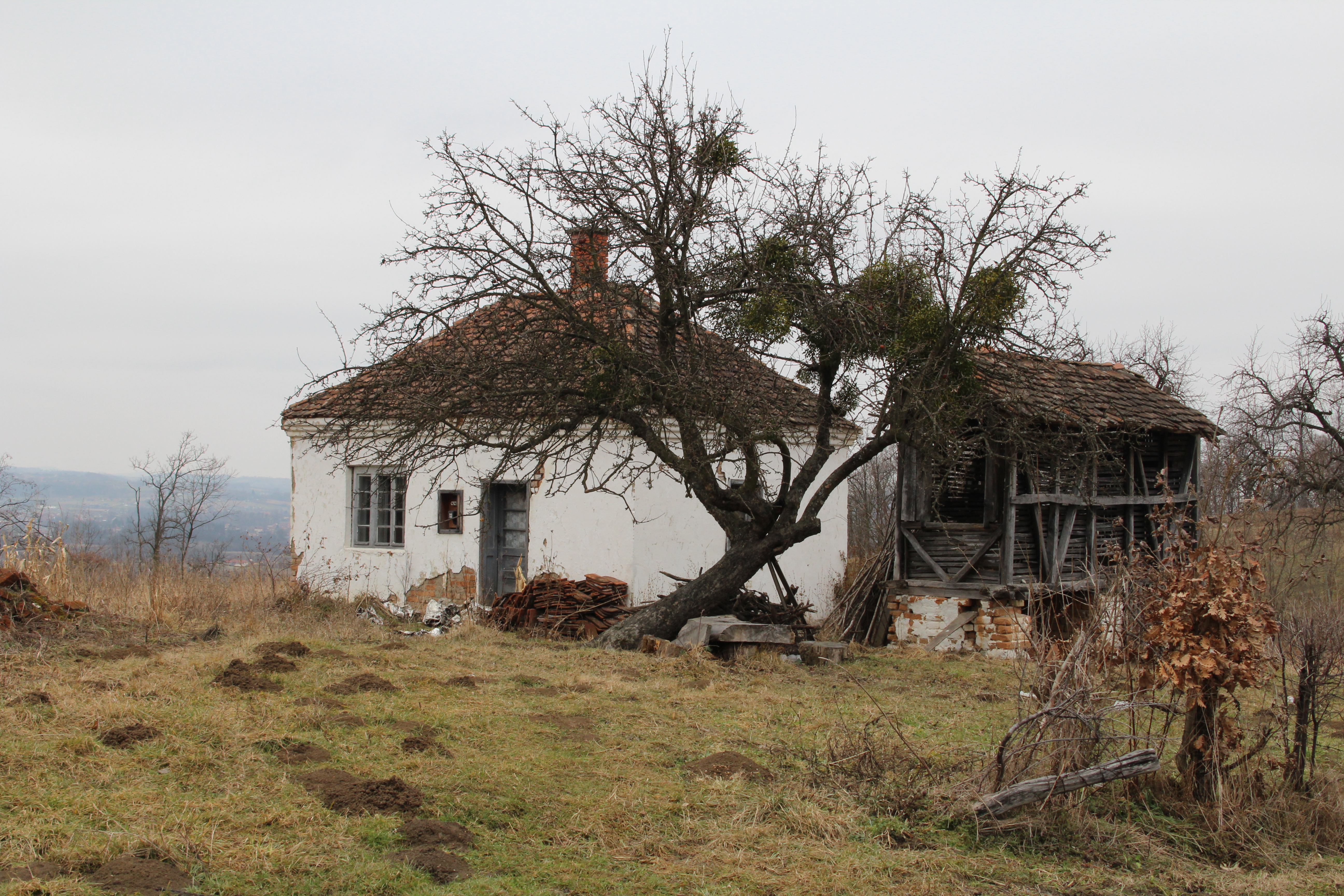
Autre maison rurale ancienne
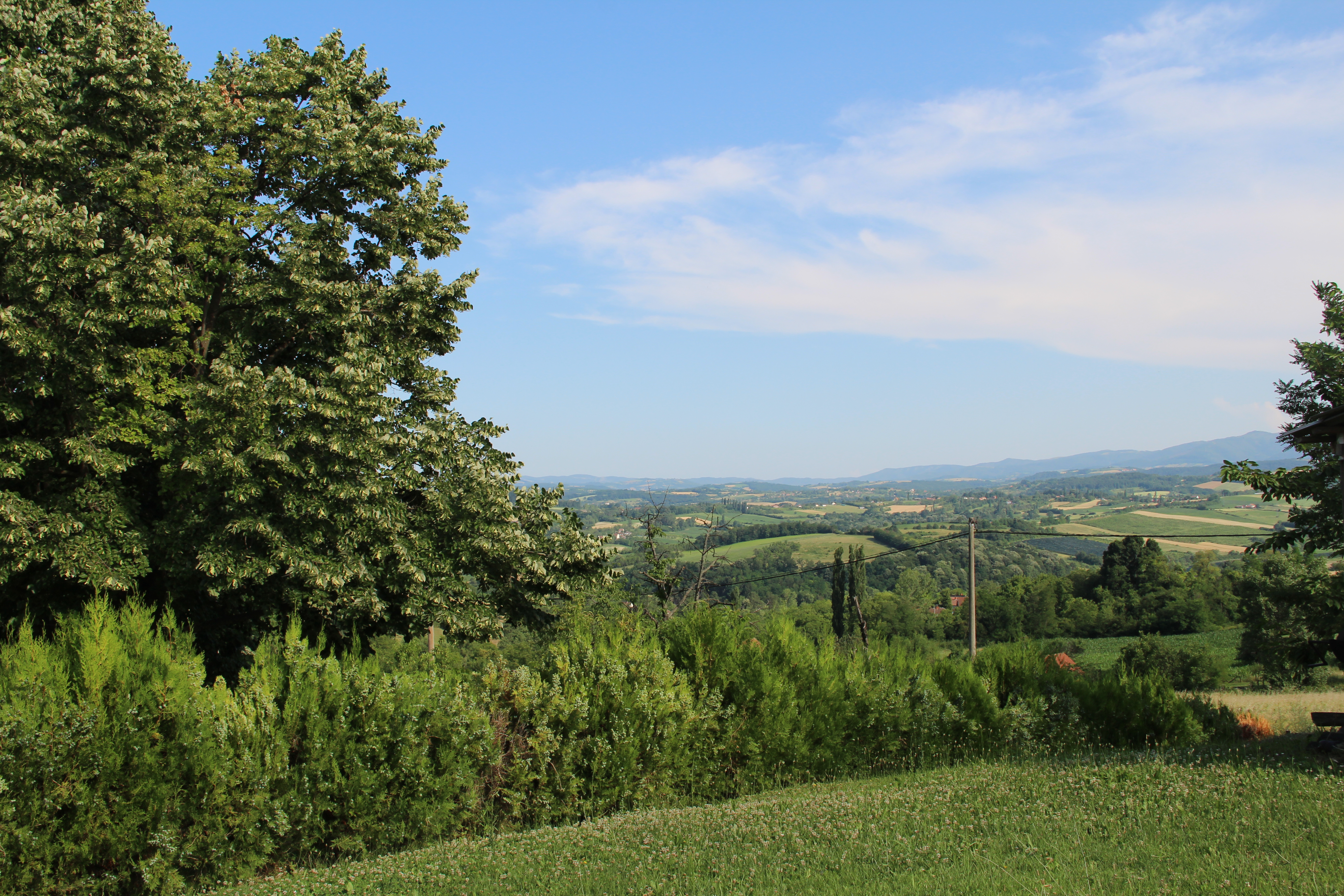
Mrcic - panorama
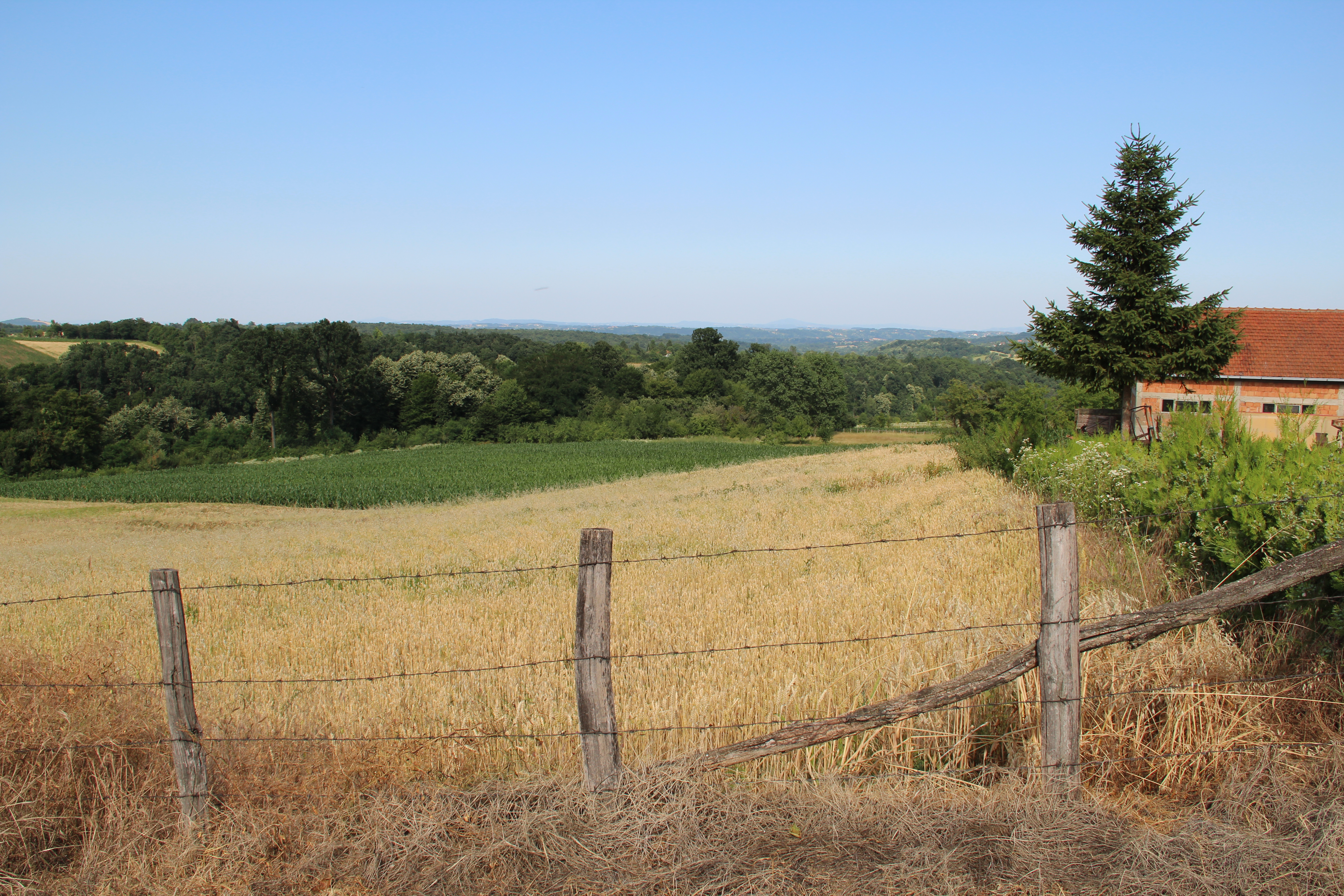
Mrcic - panorama
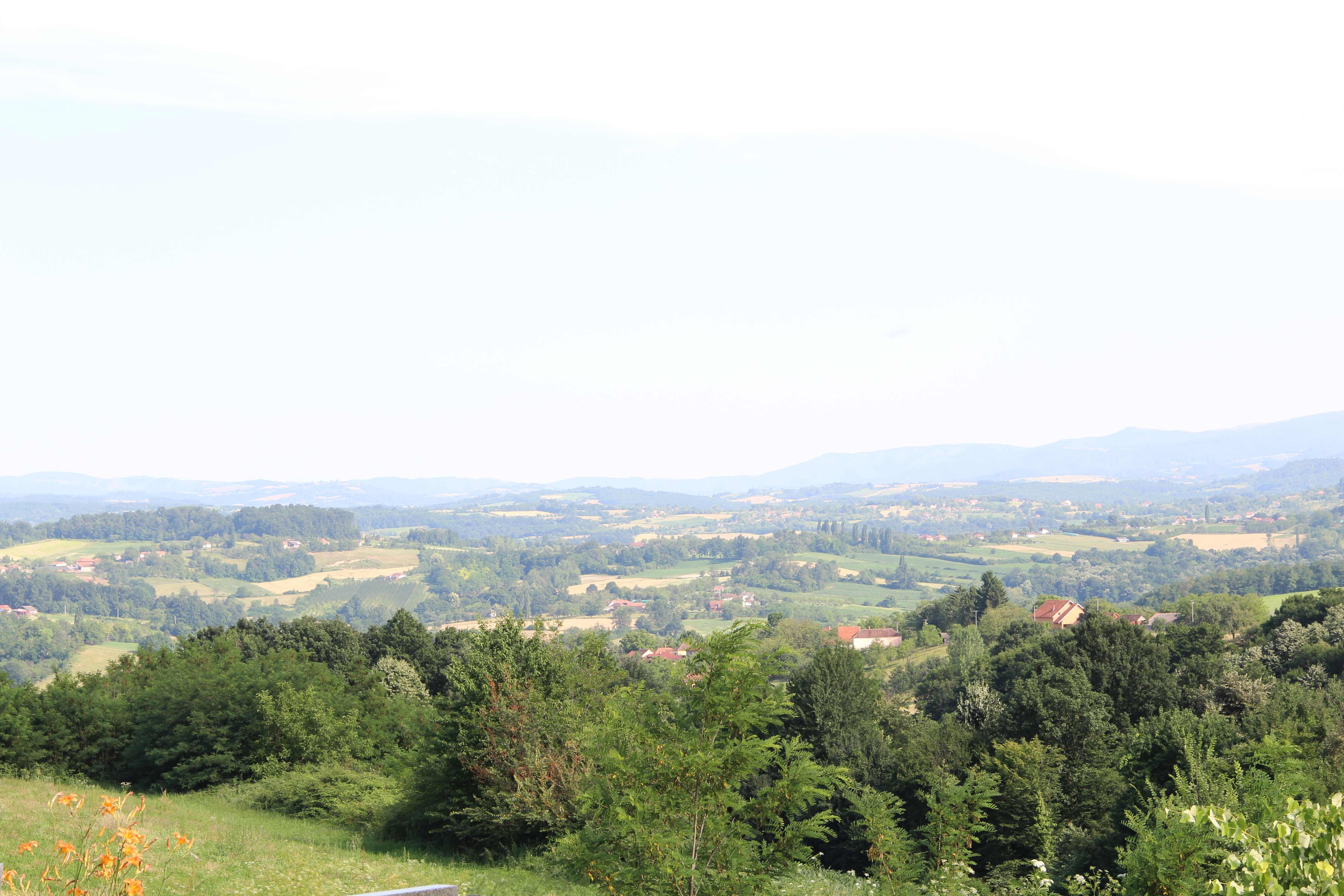
Mrcic - panorama
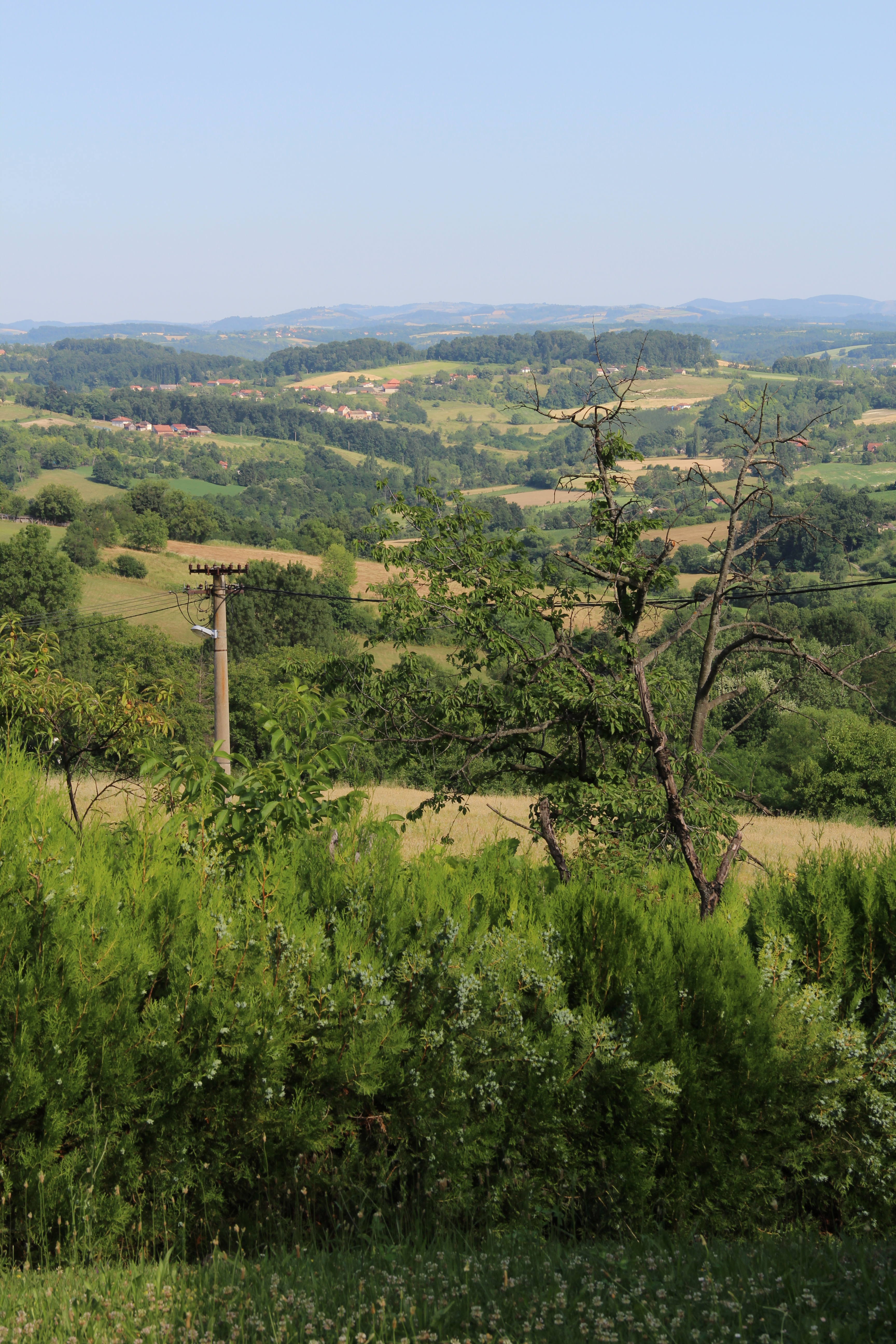
Mrcic - panorama
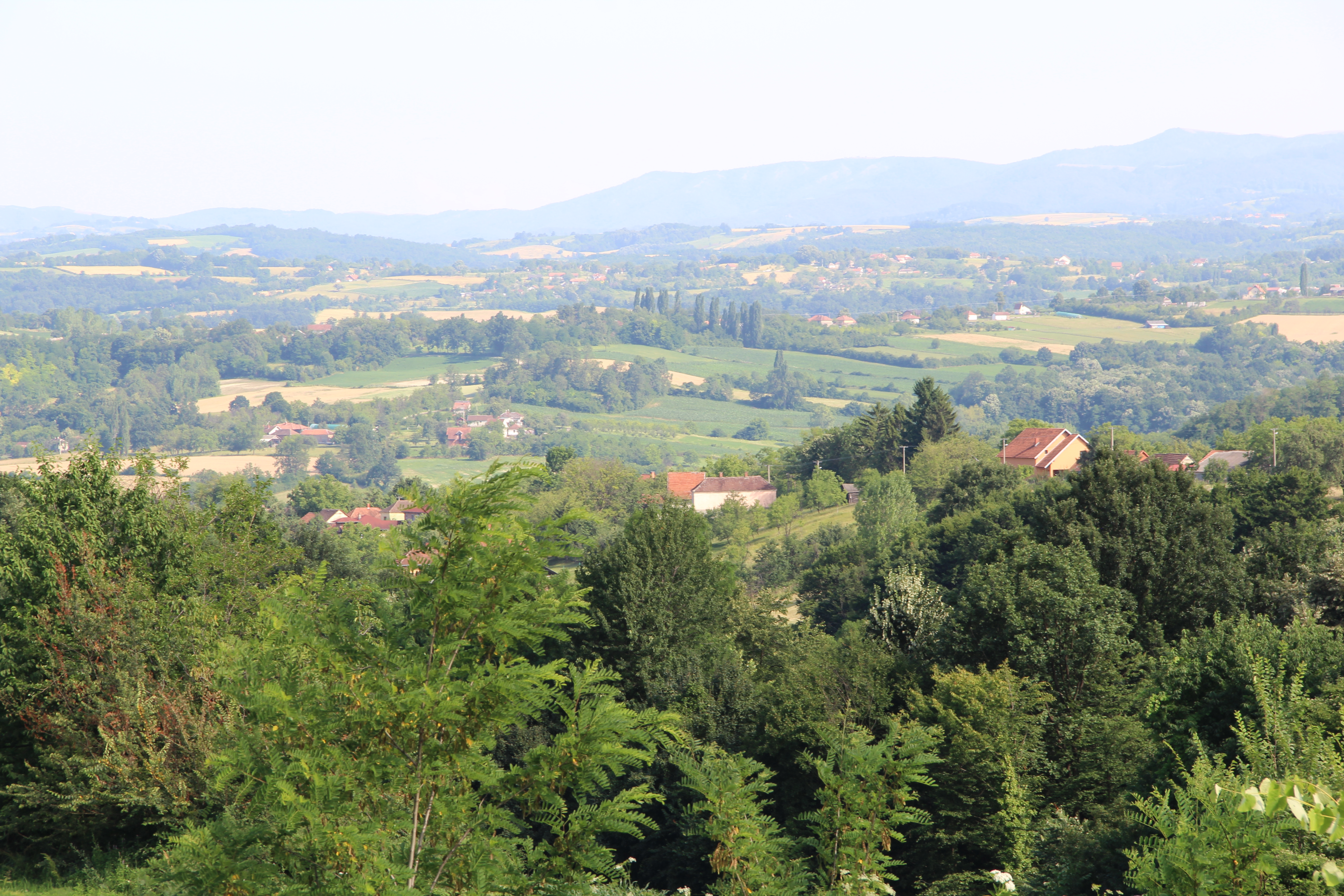
Mrcic - panorama

## Démographie
| 1948 | 1953 | 1961 | 1971 | 1981 | 1991 | 2002 | 2011 |
| ---- | ---- | ---- | ---- | ---- | ---- | ---- | ---- |
| 349  | 353  | 339  | 285  | 236  | 201  | 192  | 177  |

|  |